# Eurasiska kontinentalplattan

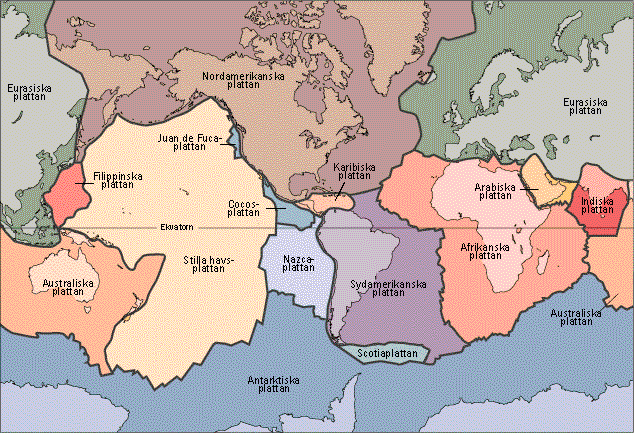
Eurasiska kontinentalplattan, visas i grönt

Eurasiska kontinentalplattan är den kontinentalplatta som Eurasien huvudsakligen befinner sig på, de två traditionella kontinenterna Europa och Asien.
Kontinentalplattan avgränsas i väster av Mittatlantiska ryggen, i söder av afrikanska kontinentalplattan, arabiska plattan och den indoaustraliska kontinentalplattan, och sträcker sig österut där den möter Nordamerikanska kontinentalplattan och Filippinska plattan.
Den afrikanska kontinentalplattan rör sig mot den eurasiska i nordvästlig riktning med en hastighet av cirka 6 mm/år, vilket bland annat gjort Sydeuropa till en ganska starkt jordbävningsdrabbad del av världen. Mellan dessa kolliderande kontinenter ligger åtminstone tre så kallade mikrokontinentalplattor, Adriatiska plattan, Egeiska plattan och Anatoliska plattan.

### Fotnoter
1. ↑  Maurizio Battaglia et al. (2004). The Adriatic region: An independent microplate within the Africa- Eurasia collision zone Arkiverad 2 oktober 2016 hämtat från the Wayback Machine. Geophysical Research Letters. Läst 4 maj 2017.
2. ↑  Thomas Hall (6 april 2009). ”Viktigt hur husen är byggda”. Dagens nyheter. http://www.dn.se/nyheter/varlden/viktigt-hur-husen-ar-byggda/. Läst 22 november 2016.